# Andrés Martínez Sánchez
Andrés Martínez Sánchez (2 de noviembre de 1954) es un deportista español que compitió en atletismo adaptado. Ganó dos medallas en los Juegos Paralímpicos de Verano en los años 1992 y 1996.

## Palmarés internacional
| Juegos Paralímpicos | Juegos Paralímpicos      | Juegos Paralímpicos | Juegos Paralímpicos |
| Año                 | Lugar                    | Medalla             | Prueba              |
| ------------------- | ------------------------ | ------------------- | ------------------- |
| 1992                | Barcelona (España)       | Medalla de plata    | Peso B1             |
| 1996                | Atlanta (Estados Unidos) | Medalla de bronce   | Peso F10            |